# Asphodel-Norwood (Ontario)
Asphodel-Norwood – gmina (ang. township) w Kanadzie, w prowincji Ontario, w hrabstwie Peterborough.
Powierzchnia Asphodel-Norwood to 160,85 km².
Według danych spisu powszechnego z roku 2001 Asphodel-Norwood liczy 3985 mieszkańców (24,77 os./km²).